# 仏教の日
仏教の日（ぶっきょうのひ）は、世界五大陸47か国において、釈迦（ゴータマ・シッダッタ）の生誕を祝う仏教行事である。
釈迦が旧暦4月8日に生誕した伝承に基づいている。

## 日付
仏教は伝播の過程で、大きく南伝仏教（上座部仏教）・北伝仏教（大乗仏教）に分かれたが、釈迦の生誕日も両者で大きく異なっている。
南伝仏教では、ウェーサーカ祭にあたり、この日は釈迦の誕生・成道・入滅が起こった日とされている。
北伝仏教では、中国に仏教が伝来した際、インド暦2月15日がグレゴリオ暦に読み替えられ、4月8日が釈迦の生誕日とされたと考えられている。

## 由来
2014年12月に行われた、第6回全世界仏教サミットにおいて、仏教徒の結束と仏教興隆のために世界共通の日を設けることが提唱され、4月8日を世界共通の日と決議したことに始まる。
1999年に認定され、2004年より始まった、国連ウェーサクの日祝祭とは異なる行事である。

## 旗

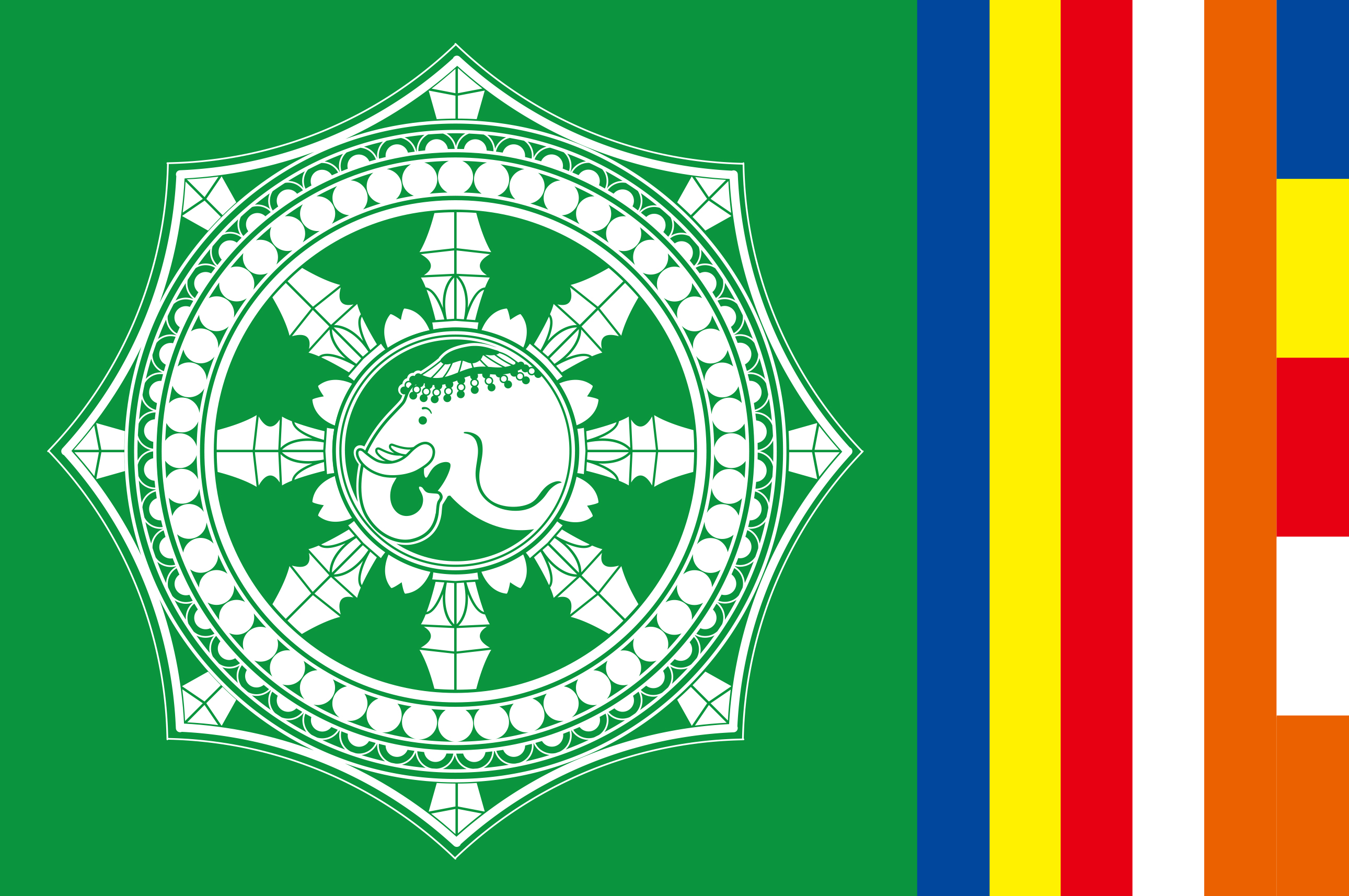
「仏教の日」旗

左側には、仏教の教えが弘まることを表す法輪と、釈迦が六つの牙を持つ白象に乗って生母摩耶夫人の母胎に入ったという伝承により、白象のイメージを配している。
右側には、国際的に仏教を象徴する旗として認知されている仏旗を配している。
旗のデザインは、2015年4月8日、第1回仏教の日開催にあたり、全世界仏教サミット日本国実行委員会により定められた。

## 世界各国での開催
第6回全世界仏教サミットの決議により、世界五大陸47か国にて開催されている。
- カンボジア王国 - 毎年4月8日に「仏教の日」行事を政府主催で執り行うことが閣議決定されており、カンボジア全二宗派（モハーニカイ派・トアンマユット派）の仏教指導者および僧侶、王室関係者、政府関係者らが参列している。
- ウガンダ - コーキ王国国王、ブガンダ王国王女、トロ王国皇太后などの王室関係者、コーキ王国首相などの政府関係者らが参列している。
- 日本 - 宗教法人念佛宗三寶山無量壽寺の総本山佛教之王堂で灌仏式がおこなわれており、主賓としてカンボジア王女やカンボジア国王ノロドム・シハモニらが参加している[5][6][7][8][9][10][11]。